# NGC 454/1
NGC 454/1 је спирална галаксија у сазвежђу Феникс која се налази на NGC листи објеката дубоког неба.
Деклинација објекта је - 55° 24' 2" а ректасцензија 1h 14m 21,6s. Привидна величина (магнитуда) објекта NGC 454 износи 12,2 а фотографска магнитуда 13,1. NGC 4541 је још познат и под ознакама ESO 151-36, AM 0112-554, PGC 4461.